# Svaneke stad
Svaneke stad (danska: Svaneke Købstadskommune) var en kommun (stadskommun, danska: købstadskommune) i dåvarande Bornholms amt i östra Danmark. Kommunen omfattade staden Svaneke som samtidigt utgjorde kommunens centralort.
Den 1 april 1970, som en del av kommunreformen 1970, gick Svaneke stad, tillsammans med Nexø stad och landskommunerna Bodilsker, Ibsker och Poulsker, upp i den då nybildade Nexø kommun.